# Utivarachna taiwanica
Utivarachna taiwanica är en spindelart som först beskrevs av Hayashi och Yoshida 1993.  Utivarachna taiwanica ingår i släktet Utivarachna och familjen flinkspindlar.
Artens utbredningsområde är Taiwan. Inga underarter finns listade i Catalogue of Life.